# 河原調理専門学校
河原調理専門学校（かわはらちょうりせんもんがっこう）は、学校法人河原学園が運営している愛媛県松山市にある専修学校。

## 設置課程

### 高等課程（3年制）
中学卒業者を対象とし、同時に未来高等学校へも在籍するダブルスクール。高校卒業資格と調理師免許を取得できる。日本料理・西洋料理・中国料理・製菓を含むカリキュラムを履修。

### 専門課程（1年制）
高校卒業者・社会人を対象とし、1年間で調理師免許の取得が可能。

## アクセス
伊予鉄道市内電車　勝山町停留場から徒歩約3分。

## 沿革
- 2013年（平成25年）4月 - 開校
- 2024年（令和6年）4月 - 『河原高等専修学校』から『河原調理専門学校』に校名を変更し、専門課程を新設。